# René Gateaux
René Gateaux, est un mathématicien français, né le 5 mai 1889 à Vitry-le-François dans la Marne et mort au combat le 3 octobre 1914 à Rouvroy dans le Pas-de-Calais. Il est connu principalement pour sa définition d'une dérivée directionnelle utilisée en calcul des variations et en théorie du contrôle optimal. Paul Lévy réalisa une édition posthume de ses travaux et leur donna une extension considérable dans ses Leçons d'analyse fonctionnelle (1922).

## Biographie

### Normalien
René Gateaux est né le 5 mai 1889 à Vitry-le-François (Marne), là où deux cent vingt-deux ans plus tôt était né un autre mathématicien, Abraham Moivre (lequel, de famille huguenote, dut fuir à Londres à la suite de la révocation de l'édit de Nantes). Le père de René avait une petite entreprise de bourellerie-sellerie et sa mère était couturière (déclarée sans profession sur son acte de naissance). Élève au lycée de Reims, René entre en 1907 à l'École normale supérieure de la rue d'Ulm (ENS). Il se fait bientôt remarquer comme un des mathématiciens les plus prometteurs de sa promotion. Pendant son séjour à l'ENS, René Gateaux se convertit au catholicisme.

### Professeur de lycée
En 1910, il passe l'agrégation de mathématiques (il est reçu 11e sur 16, une place assez moyenne peut-être due, d'après Émile Borel, alors sous-directeur de l’ENS, à son extrême jeunesse) et est nommé professeur au lycée de Bar-le-Duc (Meuse) en 1912, après avoir effectué ses deux années de service militaire (la première comme simple soldat, la seconde comme sous-lieutenant ainsi que le stipulait la loi de 1905 concernant le service actif des élèves d'un certain nombre de Grandes Écoles).
En même temps qu'il prend son poste à Bar-le-Duc, Gateaux commence à travailler à sa thèse sur des thèmes relevant de l'analyse fonctionnelle dans l'esprit des travaux de Vito Volterra et Jacques Hadamard et de ses applications à la théorie du potentiel. Même si on ne sait pas exactement pourquoi Gateaux choisit cette thématique, il est plausible qu'il y fut encouragé par Hadamard lui-même, qui venait de faire une série de cours sur le sujet au Collège de France. Par ailleurs, en 1911, Paul Lévy avait soutenu une brillante thèse sur ce type de questions et en 1912, Joseph Pérès, un ancien élève de l'ENS de la promotion précédant celle de Gateaux, était parti à Rome pour travailler auprès de Volterra.

### Étudiant à Rome
En 1913, Gateaux demande et obtient une bourse de la fondation David Weill pour aller lui aussi à Rome. Avant de partir, il expose dans une lettre à Borel et Volterra, les thèmes sur lesquels il se propose de travailler à Rome. Parmi ceux-ci apparaît l'intégration sur l'espace de dimension infinie des fonctionnelles réelles.
À Rome où il séjourne entre octobre 1913 et juin 1914, Gateaux suit les cours de Volterra et travaille d'arrache-pied. Il publie plusieurs notes dans les Rendiconti dell'Accademia dei Lincei, fait un exposé au séminaire de l'Université de Rome. En revenant en France pour l'été, il pense repartir dès septembre à Rome après avoir obtenu une bourse Commercy pour une nouvelle année.

### Mort au combat
Pris au dépourvu par la mobilisation générale et la déclaration de guerre d'août 1914, Gateaux est mobilisé à Toul comme lieutenant du 269e régiment d'infanterie, responsable de la 2e section de mitrailleuses. Après avoir contribué à la défense de Nancy lors de la bataille du Grand-Couronné, ce régiment est engagé dans la Course à la mer et envoyé en Artois. Le matin du 3 octobre 1914 Gateaux est tué sur sa mitrailleuse à l'entrée du village de Rouvroy, que son régiment défend. Dans la confusion du massacre, les corps ne sont pas identifiés et enterrés hâtivement. Ce n'est que quelques années plus tard que le corps de Gateaux sera exhumé et transporté dans la nécropole nationale de Neuville-Saint-Vaast, où il est inhumé dans la tombe 76.

### Postérité scientifique
Dès août 1915, Hadamard commence les démarches pour obtenir l'attribution posthume d'un des prix de l'Académie des sciences à Gateaux. Dans une lettre à Émile Picard, il mentionne que « le jeune homme a laissé des recherches fort avancées en calcul fonctionnel (sa thèse était en grande partie composée et en partie exposée dans des notes présentées à l'Académie), recherches pour lesquelles M. Volterra et moi-même ont une grande considération ».
En 1916, le prix Francœur est attribué à Gateaux à titre posthume. En 1918, Hadamard parle à Paul Lévy, chargé de faire un cours sur l'analyse fonctionnelle au Collège de France, des brouillons laissés par Gateaux avant son départ au front. Il lui propose d'en réaliser l'édition pour le Bulletin de la Société mathématique de France, ce qui sera fait en deux temps. La découverte la plus importante que Lévy extrait des papiers de Gateaux concerne une ébauche de théorie pour l'intégration de fonctions en dimension infinie qu'il a l'idée d'identifier à la limite des valeurs moyennes sur les n premières composantes. L'importance de ce travail va en fait être considérable pour Lévy puisqu'il sera pour lui l'occasion de rédiger son important livre Leçons d'analyse fonctionnelle de 1922. Quand Lévy en parle au mathématicien américain Norbert Wiener qu'il rencontre en 1922, ce dernier perçoit immédiatement qu'il peut utiliser la définition de Gateaux telle quelle pour mettre en forme son « espace différentiel » et construire la mesure du mouvement brownien (appelée depuis « mesure de Wiener »). Dans l'article fondateur qu'il publie en 1923, Wiener rend hommage à Gateaux et Lévy qui avaient réalisé « les études les plus profondes sur l'intégration en dimension infinie ».

## Publications
- « Sur les fonctionnelles continues et les fonctionnelles analytiques », CRAS, vol. 157,‎ 1913, p. 325–327 (lire en ligne).
- « Sur la notion d'intégrale dans le domaine fonctionnel et sur la théorie du potentiel », Bulletin de la SMF, vol. 47,‎ 1919, p. 47–70 (lire en ligne).
- « Fonctions d'une infinité de variables indépendantes », Bulletin de la SMF, vol. 47,‎ 1919, p. 70-96 (lire en ligne).
- « Sur diverses questions du calcul fonctionnel », Bulletin de la SMF, vol. 50,‎ 1922, p. 1-37 (lire en ligne).